# Gonomyia melanacantha
Gonomyia melanacantha är en tvåvingeart som beskrevs av Alexander 1954. Gonomyia melanacantha ingår i släktet Gonomyia och familjen småharkrankar. Inga underarter finns listade i Catalogue of Life.